# Искрово (Зеленоградский район)
Искрово— посёлок в Зеленоградском районе Калининградской области России. До 2016 года входил в состав Ковровского сельского поселения.

## Население
| 2002 | 2010 |
| ---- | ---- |
| 19   | ↗20  |

## История
Рингельс до 1946 года